# Dienis Miroszniczenko
Dienis Nikołajewicz Miroszniczenko (ros. Денис Николаевич Мирошниченко; ur. 8 grudnia 1987 w Ługańsku) – ukraiński polityk i nauczyciel, przewodniczący parlamentu Ługańskiej Republiki Ludowej od 21 grudnia 2018.

## Życiorys
W 2011 ukończył studia w Ługańskim Państwowym Instytucie Kultury i Sztuki Ługańskiego Uniwersytetu Państwowego jako nauczyciel gry na pianinie. W 2018 został magistrem politologii na Ługańskim Uniwersytecie Państwowym. Pracował jako nauczyciel muzyki w szkole specjalnej, a także w młodzieżowych klubach sportowych, kierował regionalnym centrum dla dzieci. Został szefem stowarzyszenia młodzieżowego i patriotycznego powiązanych z separatystami. W 2014 i 2018 wybierany do Rady Ludowej (Sowietu Ludowego) Ługańskiej Republiki Ludowej I, II i III kadencji z ramienia partii Pokój dla Ługańszczyzny. 21 grudnia 2017 został wybrany nowym przewodniczącym parlamentu, utrzymał stanowisko po wyborach z 2018.